# Vampiresas 1930
Vampiresas 1930 es una película española de comedia musical estrenada en 1962, coescrita y dirigida por Jesús Franco y protagonizada en el papel estelar por Mikaela, acompañada en el reparto principal por Antonio Ozores, Yves Massard, Antonio Garisa y Lina Morgan.

## Sinopsis
Daniel y Tony son dos actores de la época del cine mudo. Daniel hace de especialista en las escenas peligrosas y Tony toca el violín para ambientar a los artistas. A cambio de su música les pagan la comida en un restaurante italiano. Un día entra en el restaurante Carolina, una artista de circo que se ha quedado sin empleo. Los dos amigos se apiadan de ella y la llevan a su pensión, llena de artistas que esperan ser contratados.

## Reparto
- Mikaela ... Dora
- Antonio Ozores ... Daniel Masset
- Lina Morgan ... Carolina Malotte
- Yves Massard ... Tony Fabien
- Antonio Garisa ... Mánager de Dora
- Juan Antonio Riquelme	...	Oscar
- Mary Begoña ... Luisa
- Trini Alonso ... Lina
- Miguel del Castillo ... Inspector
- Fernando Calzado ...	Radeck
- Félix Fernández ... Productor
- José María Labernié ... Fernando
- Mari Tere Penella	...	Periodista
- Manuel Alexandre ... Director
- Antonio Giménez Escribano	...	Carlo
- Valeriano Andrés
- José Morales
- Javier de Rivera
- Pablo Sanz
- Guillermo Hidalgo
- Luis Rico
- Antonio Pérez
- Ketty de la Cámara
- Francisco Bernal
- Silvia Solar
- Conchita Sarabia
- Rafael Corés
- Carlos Calvo
- Juan Cortés
- Tota Alba
- Juan Antonio Arévalo
- José Carlos Arévalo
- Lola del Pino
- Vicente Haro
- Pedro José Rodríguez
- Marisol Ayuso
- Manuel San Francisco
- Lina Cristóbal
- Diego Larrios
- Rafael Ibáñez
- Juan López-Brea
- Amy Márquez